# Natuurbeschermingswet
De Natuurbeschermingswet 1998 (NB-wet) was een Nederlandse wet die oorspronkelijk in 1967 is vastgesteld maar in 1998 ingrijpend is gewijzigd. In 2017 is de wet opgegaan in de Wet Natuurbescherming.

## Inhoud
In deze wet was nu de natuurbescherming van specifieke gebieden geregeld. Internationale verplichtingen uit de Vogelrichtlijn en Habitatrichtlijn en bijvoorbeeld het Verdrag van Ramsar (Wetlands) zijn in de Natuurbeschermingswet verwerkt. De volgende gebieden zijn aangewezen en beschermd op grond van de wet: 
- Natura 2000-gebieden (Vogelrichtlijn- en Habitatrichtlijngebieden)
- Beschermde Natuurmonumenten
- Wetlands

Via de Crisis- en Herstelwet is op 31 maart 2010 een aantal artikelen uit de NB-wet gewijzigd. Daardoor zou de wet in de praktijk beter hanteerbaar zijn. 
Een andere belangrijke natuurbeschermingswet was de Flora- en faunawet die in de periode 1999-2017 de bescherming van de wilde flora en fauna regelde. Per 1 januari 2017 zijn de Natuurbeschermingswet, de Flora- en faunawet en de Boswet opgegaan in de Wet natuurbescherming.

## Uitvoering door het Rijk, de Provincies, de Waterschappen en de Gemeenten
De wet bood de juridische basis voor :
- ten minste eenmaal in de acht jaar een Natuurbeleidsplan door het Rijk
- de aanwijzing van te beschermen gebieden en landschapsgezichten door het Rijk of de Provincie
- de beheerplannen en vergunningverlening door het Rijk of de Provincie
- het toezicht door het Rijk of de Provincie
- mogelijkheid tot schadevergoeding en beroep door eigenaren en belanghebbenden.

Naast samenwerking met de eigenaren en andere belanghebbenden moezten Rijk of Provincie betrokken Provincies, Gemeenten en Waterschappen informeren als zij ter uitvoering van de wet plannen maken of besluiten nemen. In bepaalde gevallen mochten zij ook hun zienswijze naar voren brengen. Zo mochten de gemeenteraden advies uitbrengen over het voornemen een landschapsgezicht te beschermen. Als een aanwijzing tot een beschermd landschapsgezicht volgde, moest de gemeenteraad daarna ter bescherming van het landschapsgezicht een bestemmingsplan vaststellen.

## Kosten en middelen
Het Rijk gaf jaarlijks, met ingang van 2005, € 7 miljoen aan de Provincies voor de uitvoeringskosten van de wet. Vanaf 2012 zijn de subsidies drastisch verminderd. Gemeenten en Waterschappen kregen geen middelen voor hun rol in de uitvoering.